# Numărul 1 (roșu regal și albastru)
Numărul 1 (roșu regal și albastru) este o pictură din 1954 de tipul câmp colorat realizată de artistul expresionist abstract Mark Rothko⁠(en)[traduceți]. 
În noiembrie 2012, pictura a fost vândută pentru 75,1 milioane de dolari americani la casa de licitații Sotheby's.